# Norsborgs vattenverk

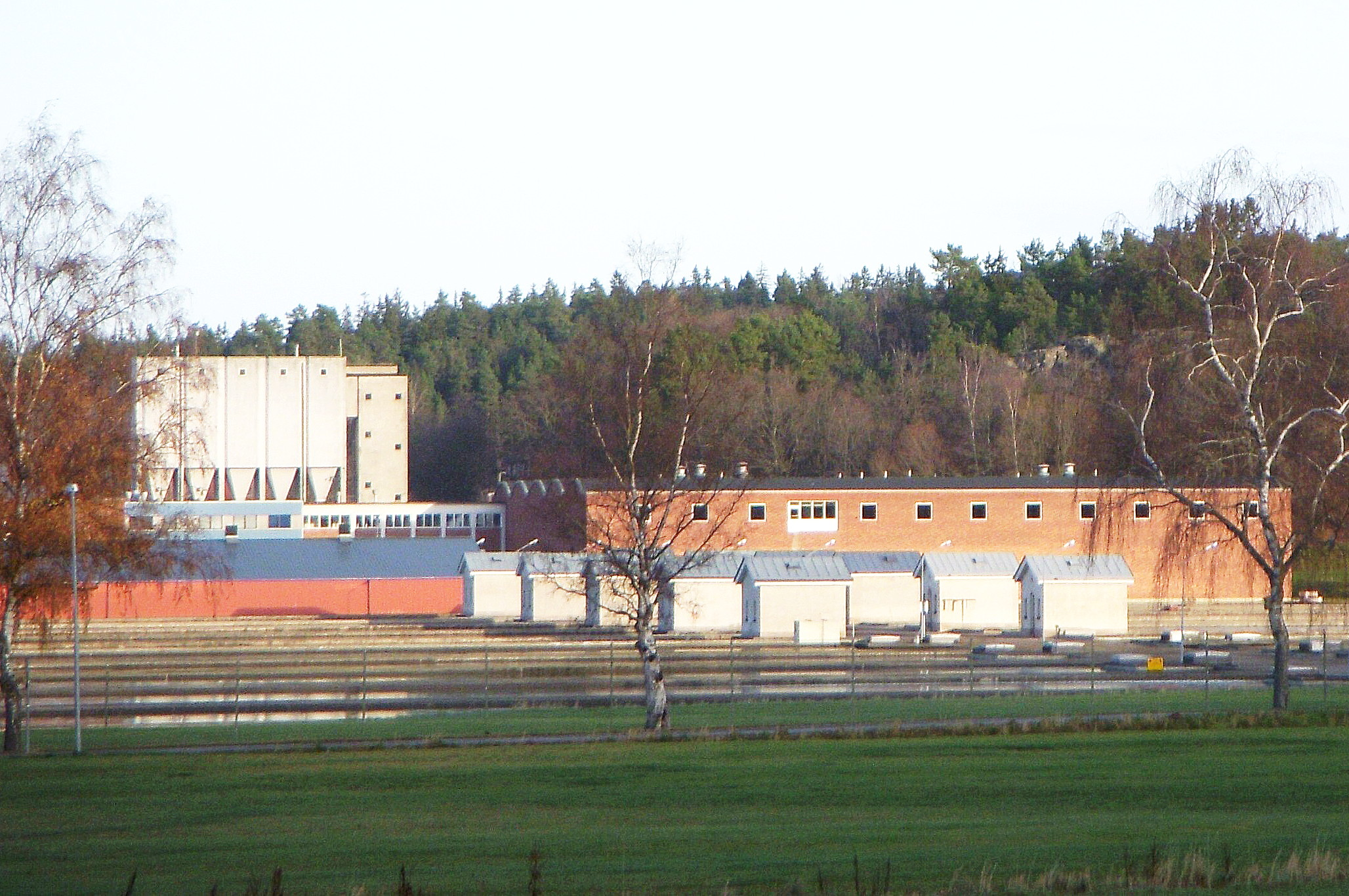
Västra verkets öppna långsamfilter med silor i bakgrunden.

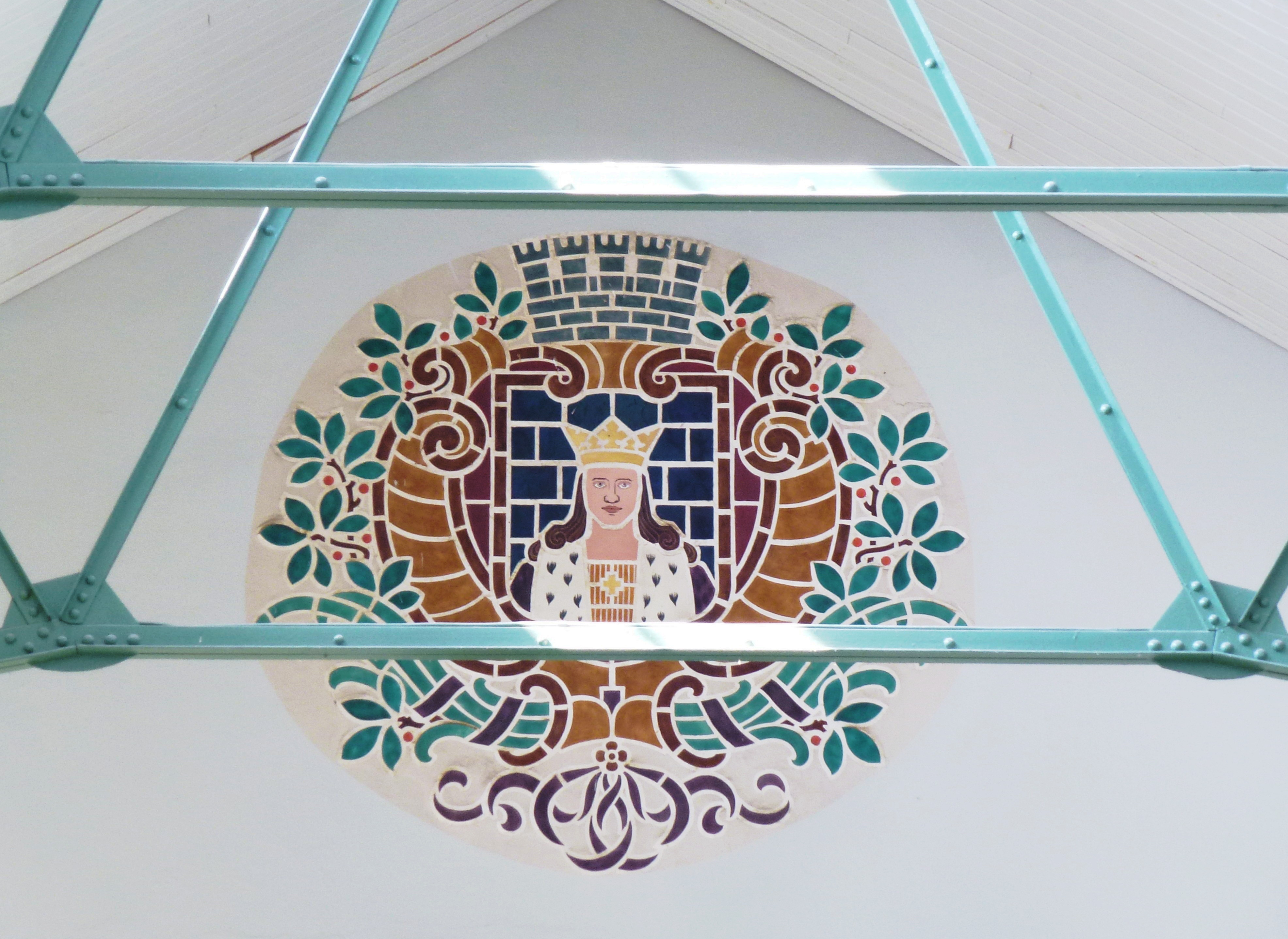
Sankt Erik-motiv i gamla maskinhallen.

Norsborgs vattenverk består av två vattenverk, belägna i Botkyrka kommun i Stockholms län. Västra verket togs i bruk år 1904 och byggdes ut 1945–1953 och 1964. År 1974 driftsattes östra verket. Vattenverken i Norsborg är de största i Stockholmsregionen, som förser elva kommuner med dricksvatten. Vattenverket drivs av Stockholm Vatten AB.
Att använda Mälaren som vattentäkt för Stockholm innebar inte bara uppförandet av själva vattenverket i Norsborg utan till projektet hörde även en ny huvudvattenledning Norsborg-Stockholm, den nya Trekantsreservoaren i Liljeholmen samt diverse ledningar och vattentunnlar både vid verket och i Stockholm.
Den årliga produktionen (avser 2009) ligger på drygt 80 miljoner kubikmeter. Reservvattentäkt är Bornsjön. Två stålrör med en diameter om vardera 1 000 mm för dricksvattnet via huvudvattenledningen mellan Norsborg och Stockholm till Nybohovsreservoaren på Nybohovsberget.
Området kring Norsborgs vattenverk med sina historiska säterier som Norsborgs herrgård, Sturehov, Skårby gård och Fågelsta gård samt den nyare industrimiljön med vattenverken och arbetarbostäderna är i sin helhet klassade som Riksintresse för kulturmiljövården i Stockholms län.
På 1930-talet byggdes ytterligare ett vattenverk, denna gången väster om staden, på Lovön, Lovö vattenverk, för att möta den större vattenförbrukningen i Stockholm och för försörjningen av de norra och nordvästliga nya stadsdelarna. Lovöverket stod färdigt 1933.

## Bakgrund
Stockholms dricksvattenproblem löstes 1861 med öppnandet av Skanstulls vattenverk vid Årstaviken. Kring 1890 började man söka efter en ny vattentäkt, eftersom Årstavikens vatten inte dög längre som råvatten för Årstaverken. Norsborg och Bornsjön i Botkyrka, cirka 25 kilometer sydväst om Stockholms centrum, blev den nya platsen.
Kring 1908 ökade bakteriehalten i Årstaviken oroväckande. Detta berodde bland annat på den allt livligare båttrafiken som rörde upp bottenslammet och en båtbrygga som låg mitt emot vattenintaget. Dessutom hade planeringen av Hammarbyleden påbörjats. Den nya farleden mellan Saltsjön till Årstaviken innebar bland annat att saltblandat vatten kunde förorena Årstaverken. Den 30 maj 1923 stängdes Årstaverken för gott och Norsborgsverket stod ensamt för Stockholms vattenförsörjning. 
Samma år blev Hammarbyslussen vid Skanstull färdig och kunde vattenfyllas.

## Anläggningar i Norsborg

### Västra verket

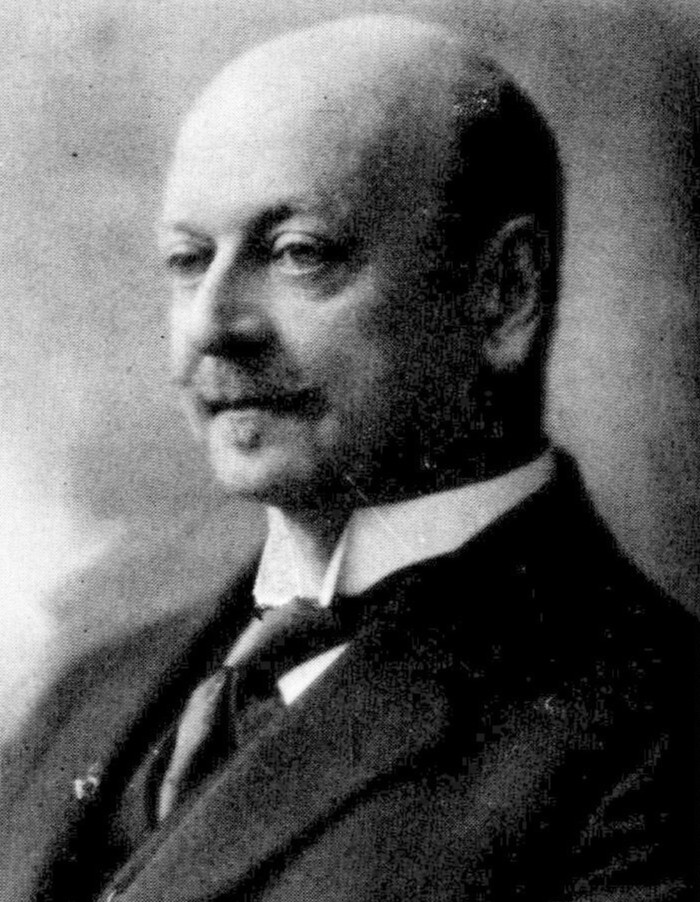
F. Wilhelm Hansen

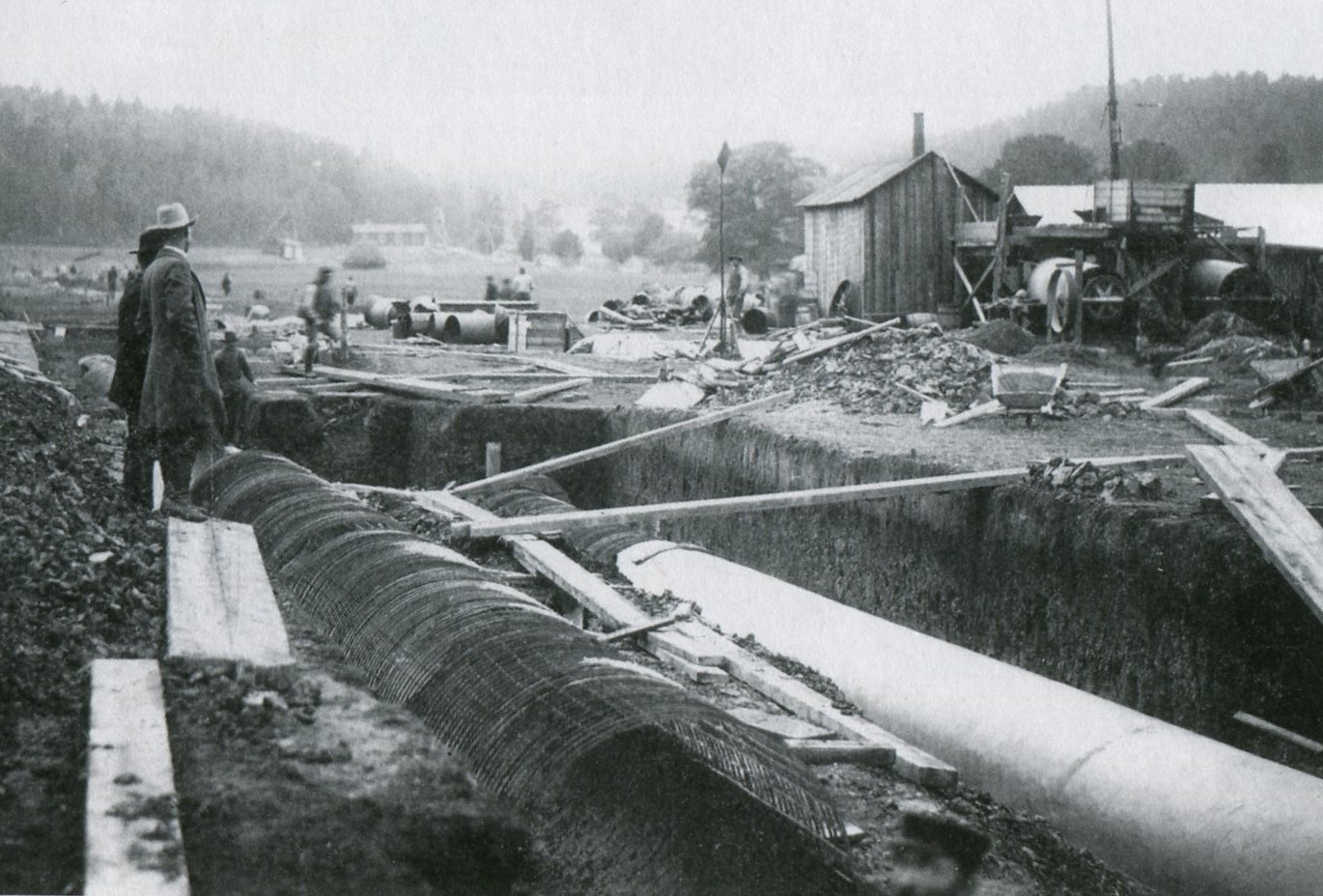
Läggning av "bordenaverör" 1902.

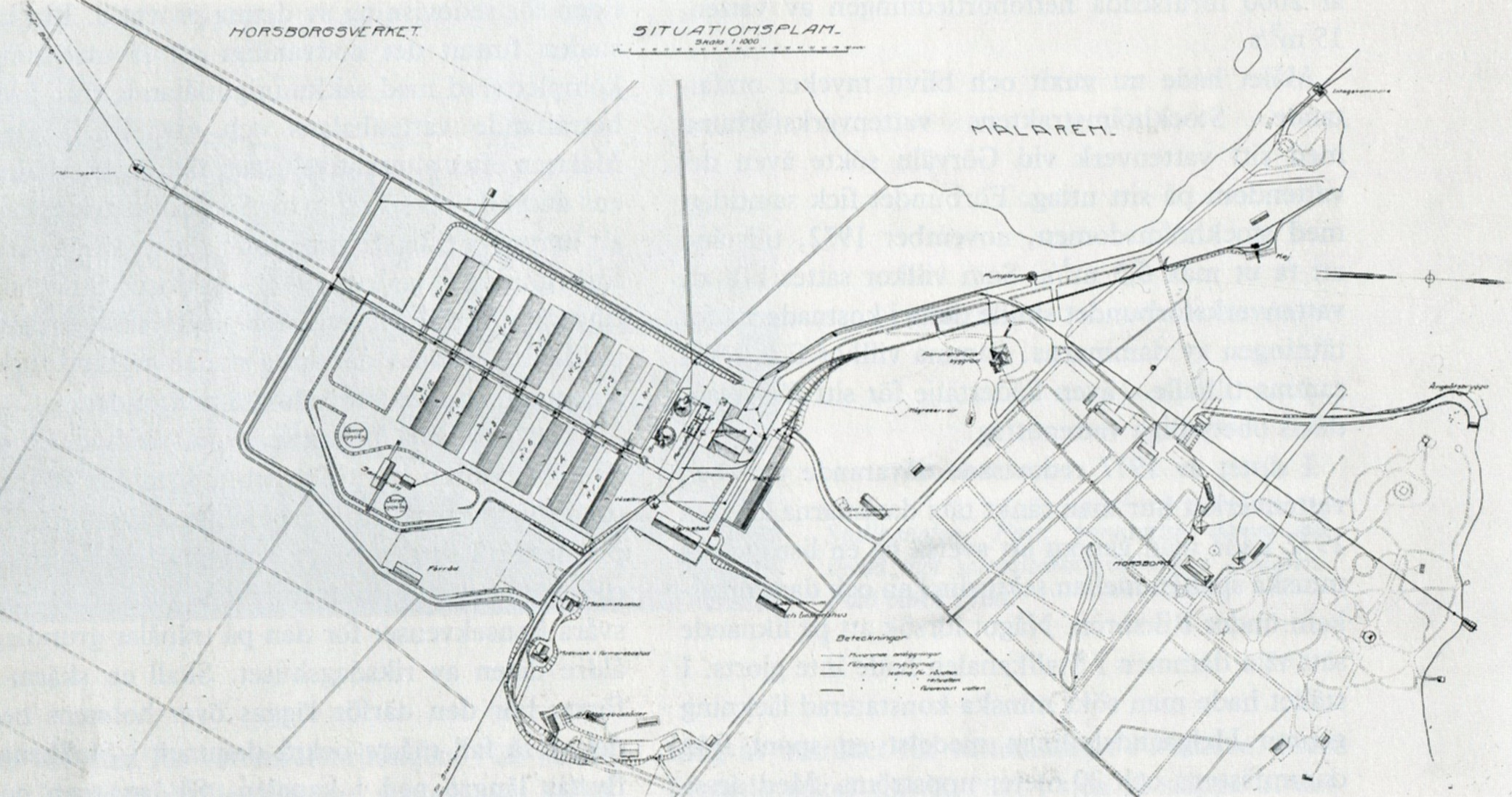
Norsborgsverket (västra verket) situationsplan från 1904.

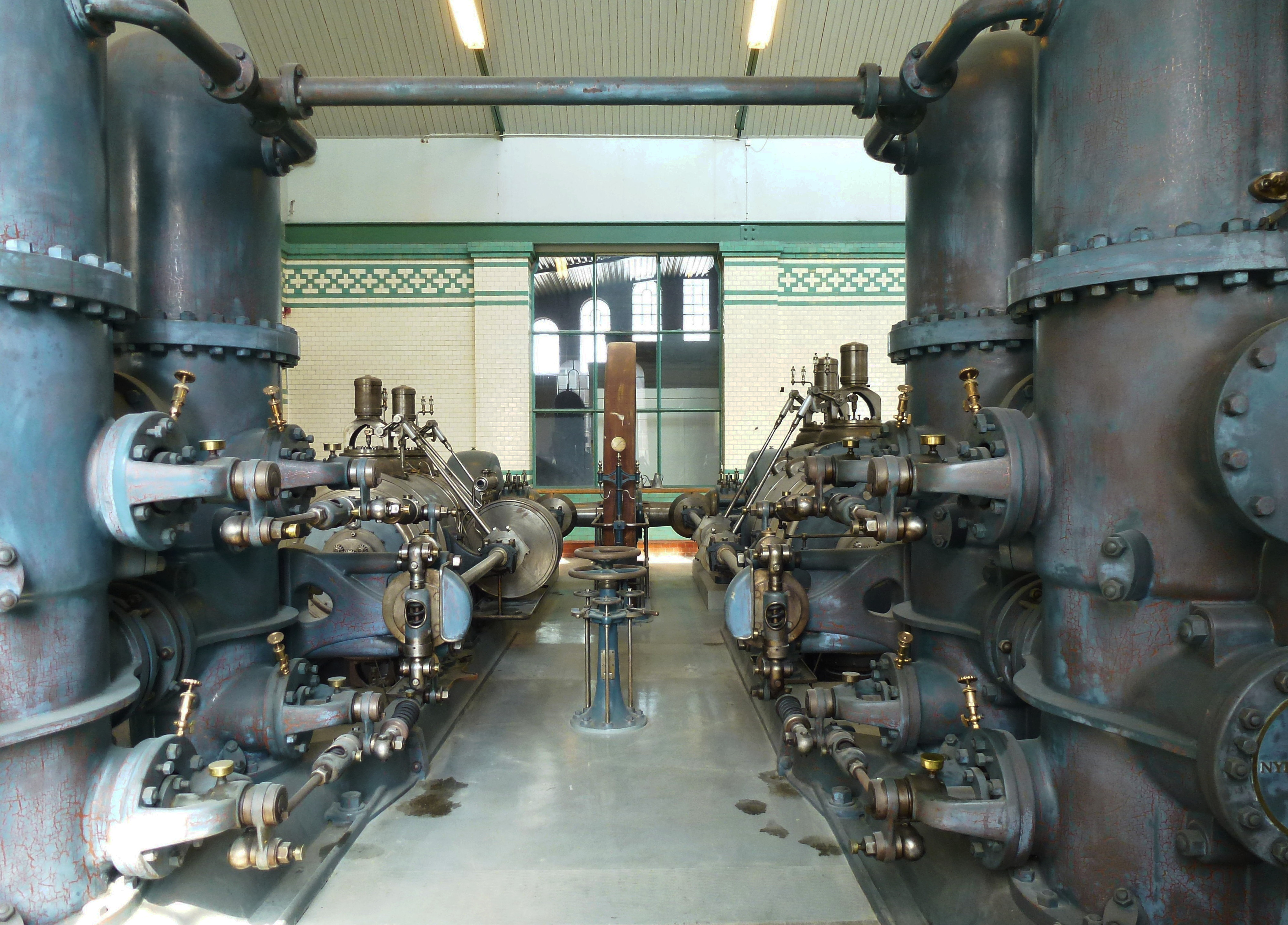
Det gamla ångpumpverket, 2014.

För det nya vattenverket med tillhörande vattentäkter köpte Stockholms stad 1899 det dittills största markområdet utanför tullarna. I ett slag förvärvade man de så kallade Bornsjöegendomarna, bland dem gårdarna Norsborg, Bergaholm, Fågelsta, Skårby gård, Vällinge och Sturehov, en jordareal på cirka 3 000 hektar. Med ytterligare köpen 1903 och 1908 fick man slutligen kontroll över stränderna runt Bornsjön. Initiativtagare och drivande kraft var vattenverkschefen Fredrik Wilhelm Hansen.
För tiden kring sekelskiftet 1900 var den planerade anläggningen med sina vattenledningar ett gigantiskt infrastrukturprojekt som Stockholms vattenledningsverk stod inför. Det fanns då ingen entreprenör i Sverige, som kunde utföra ett projekt av denna storlek. Därför beslöts att projektering och byggarbeten skulle drivas i egen regi. Det fanns inte heller en adekvat utbildning på detta område vid Kungliga Tekniska högskolan och svensk litteratur i ämnet existerade knappt. Det innebar att civilingenjören Gösta Malm, som utsågs till arbetschefen för Norsborgsverket, fick höja sin kompetens på området genom utländska tidskrifter och litteratur, främst på tyska och franska.
I anläggningen ingick förutom själva vattenverket även en råvattentunnel från Bornsjön till verket samt huvudledningen in till Stockholm och huvudledningens slutpunkt; Trekantsreservoaren i Gröndal. Man siktade på att alla delobjekt skulle bli färdiga samtidigt till år 1904, vilket misslyckades. Trots maskinhjälp blev detta stora projekt mycket arbetsintensiv. Tidvis uppgick arbetsstyrkan vid verket till 300 man, lika många arbetade med huvudledningen och ytterliga 200 man var sysselsatta med Trekantsreservoaren och ledningen vidare in mot stadens centrala delar. När Norsborgsverket stod klart var huvudledningen till staden inte fullbordad och Trekantsreservoaren inte rengjord från byggsmuts.
Ändå invigde kung Oscar II det västra verket i Norsborg den 6 oktober 1904. Verket och många av verkets övriga byggnader var ritat av arkitekt Erik Josephson. Dominerande vid verkets entré ligger pumpmaskinhallen. Dess imponerande tegelfasad – nästan som en romersk basilika med kampanil – ser i stort sett likadan ut idag. De arbetarbostäder som vuxit upp runt omkring kom till under flera etapper mellan 1904 och 1915.
Till en början tog man vattnet från Bornsjön som staden hade köpt kring sekelskiftet 1900 och från närliggande grundvattenbrunnar. Arbeten med huvudledningen från Norsborg in till Stockholm började 1902 och avslutades 1904.
I början var vattenverkets pumpar för rent vatten ångdrivna. Det fanns två ångpumpverk utformade av ingenjörsfirman Stumpf & Riedler i Berlin som tillverkades på licens av Nydqvist & Holm i Trollhättan. En av de gamla ångpumparna från 1904 finns fortfarande kvar på sin ursprungliga plats.
För produktion av ångan fanns fyra ångpannor som även drev en elektrisk generator som producerade 200 volt likström. Strömmen användes bland annat för belysning, småpumpar och ett litet elektriskt tåg som förband kolbryggan vid Mälaren med kolskjulet inne i anläggningen. Idag kan man fortfarande ana banvallens sträckning.
Nya Norsborgsverket och gamla Eriksdalsverket vid Årstaviken kördes parallellt till 1923. Bassängerna användes senare som fritidsbad och blev början till Eriksdalsbadet. Idag är de flesta byggnader vid Årstaviken rivna.
När Eriksdalsverket stängdes 1923 började man ta råvattnet till Norsborgsverket från Rödstensfjärden i Östra Mälaren, samma år gick man över till elektrisk drift av pumparna för rent vatten, ångpumparna var kvar och pumpade upp råvattnet. Under andra världskriget byggdes en reservpumpanläggning insprängd i berget. Berganläggningens pumpar kunde i nödfall förse Stockholm med en begränsad mängd vatten. Åren 1945–1953 utfördes ombyggnader och utvidgningar med Paul Hedqvist som arkitekt.
Under andra världskriget anlades Norsborgs luftvärnsställning på berget cirka 1000 meter nordost om vattenverket som skydd mot flyganfall mot verket. Enligt en översiktskarta ”Luftvärn vid och i närheten av Stockholm 1944” hörde anläggningen med en 75 mm luftvärnskanon till de mest kraftfullt bestyckade batterierna i Stockholmsområdet.

## Historiska bilder

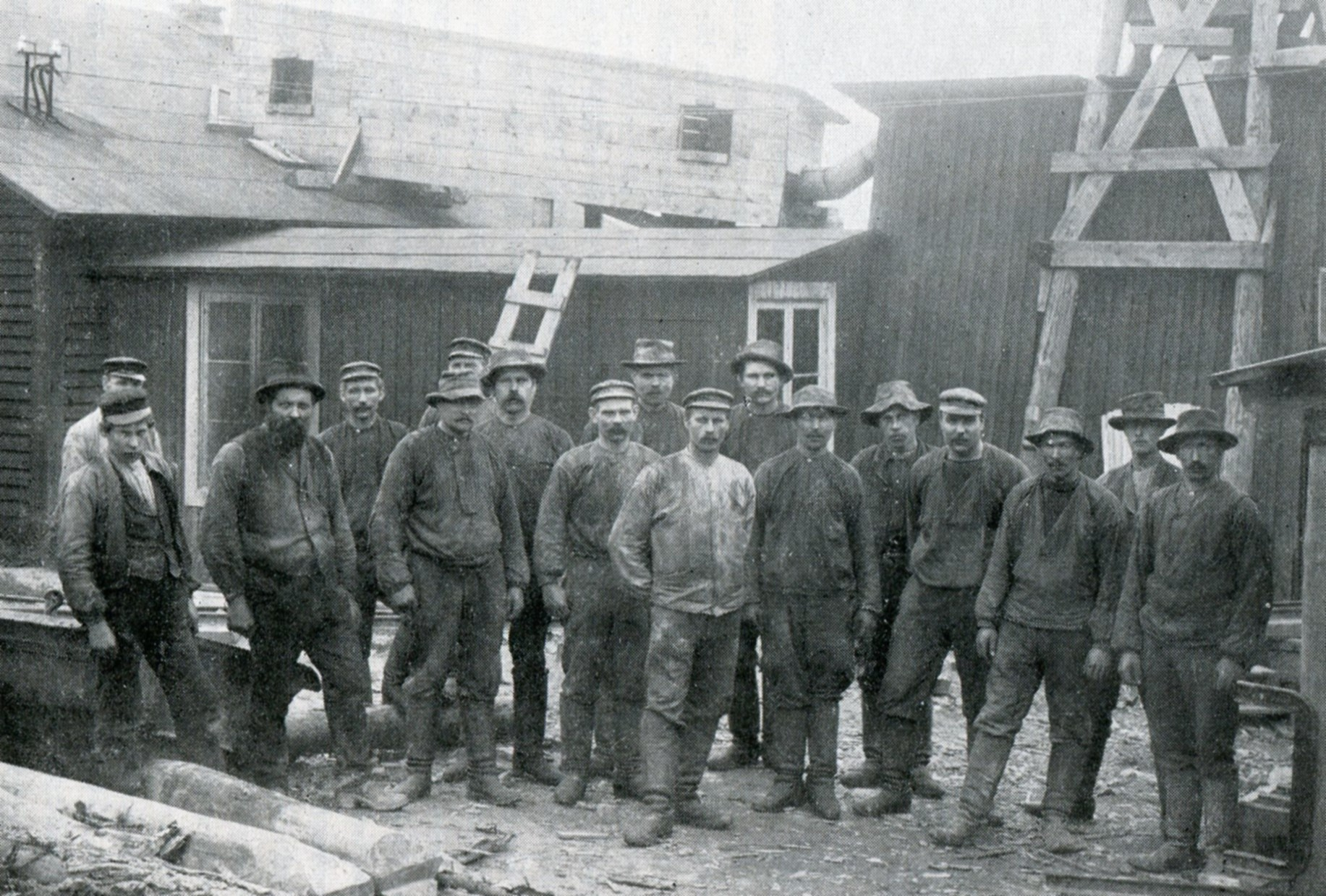
En del av arbetssyrkan för verkets bygge.
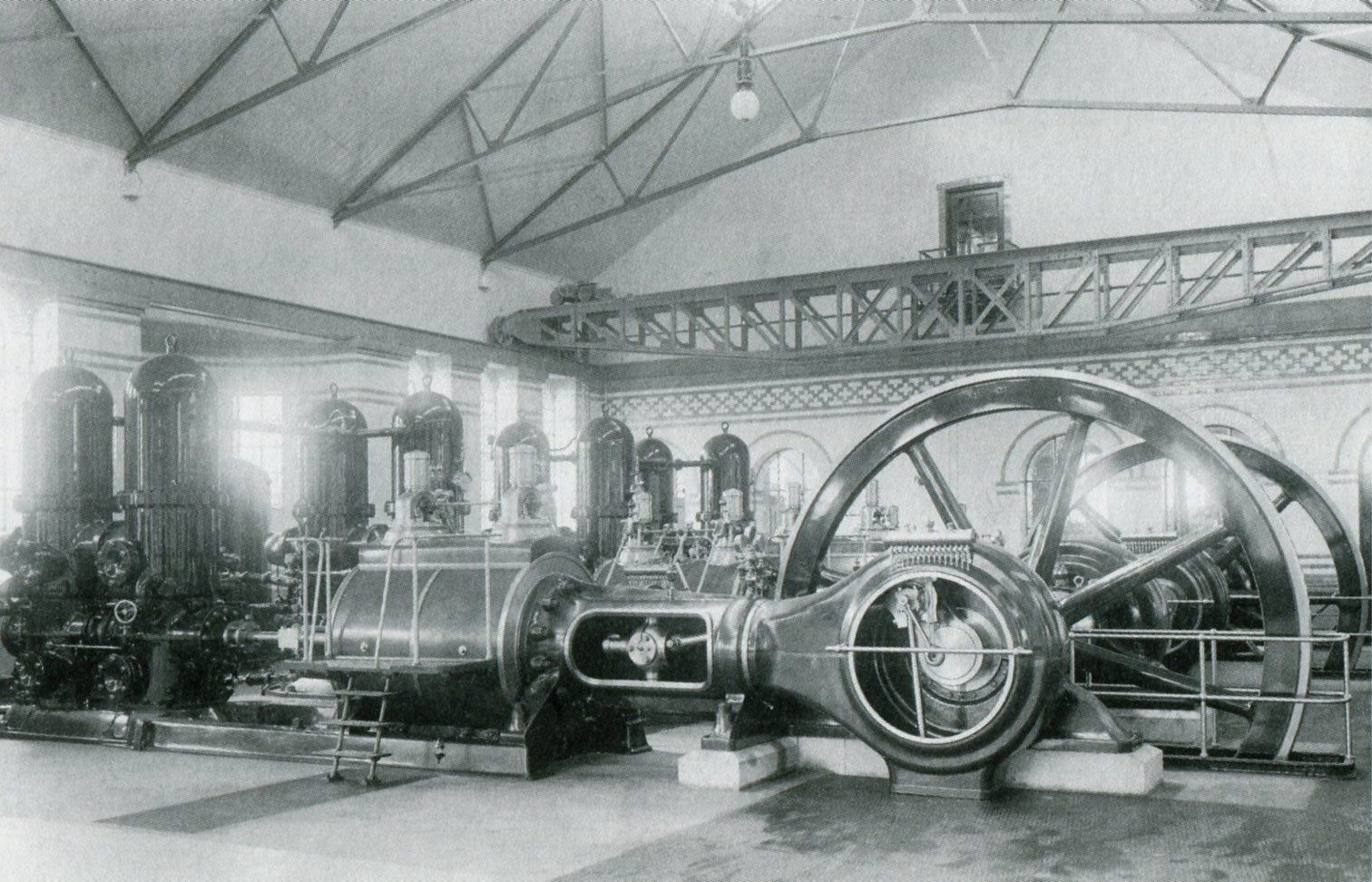
Maskinhallen och ångpumparna 1904.
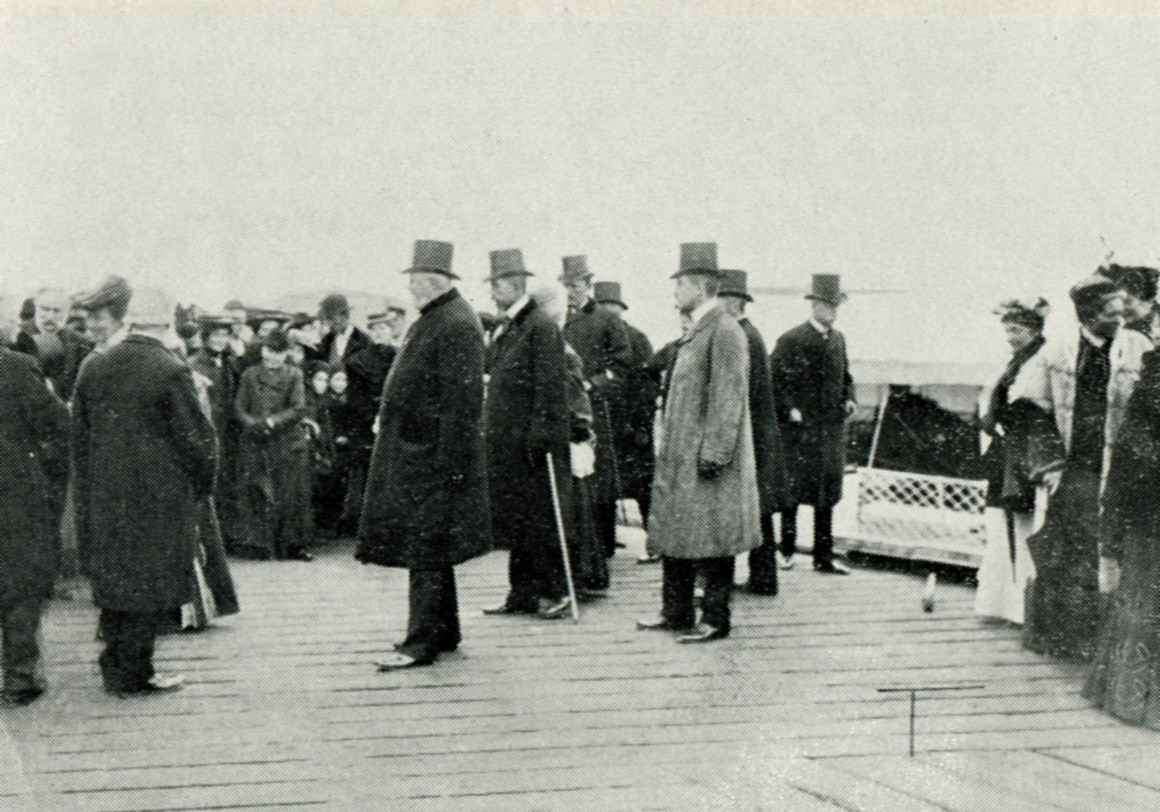
Oscar II och följe anländer, 6 oktober 1904.
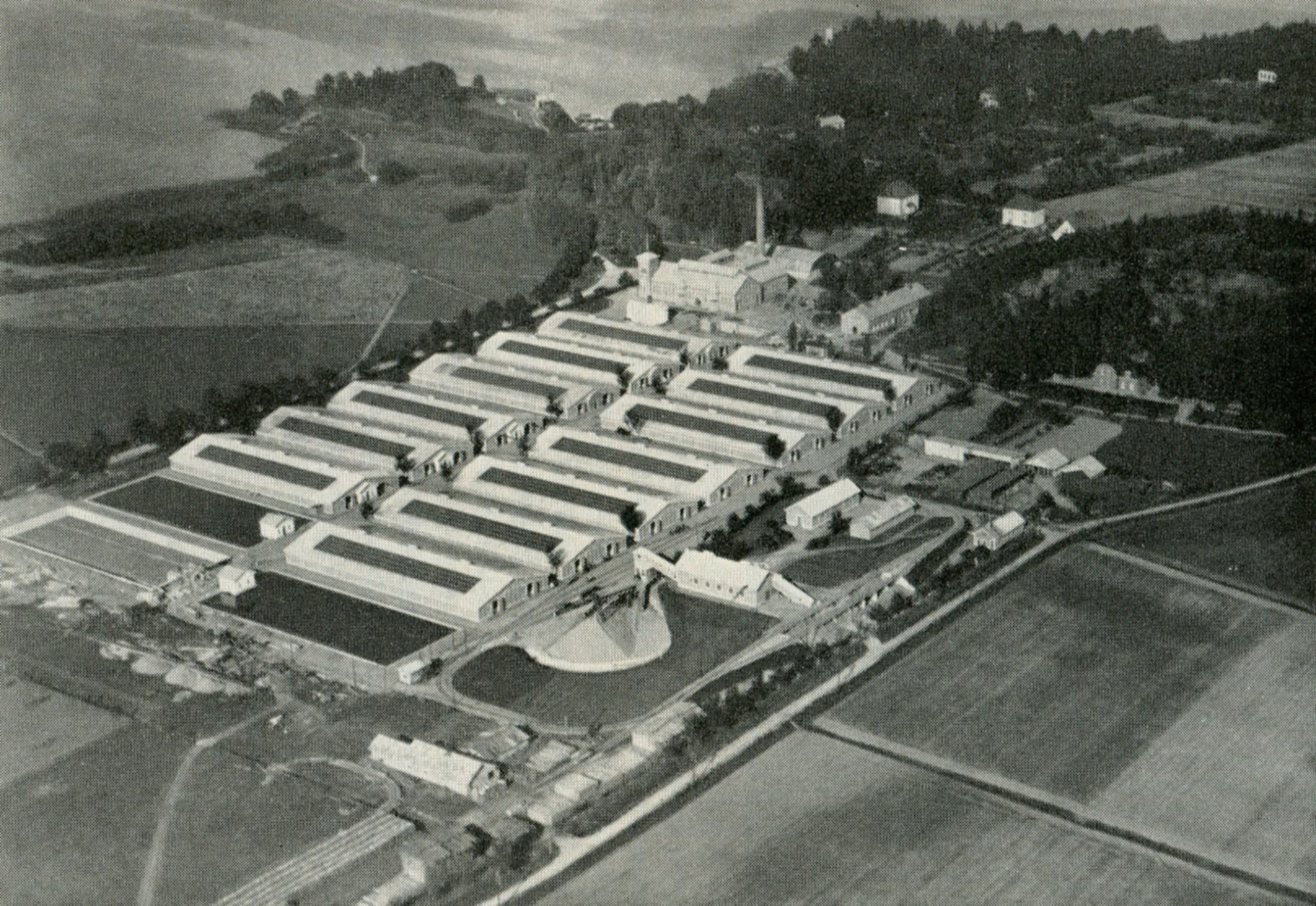
Vattenverkets långsamfilter på 1930-talet, på den tiden var dessa klimatskyddade.

### Östra verket

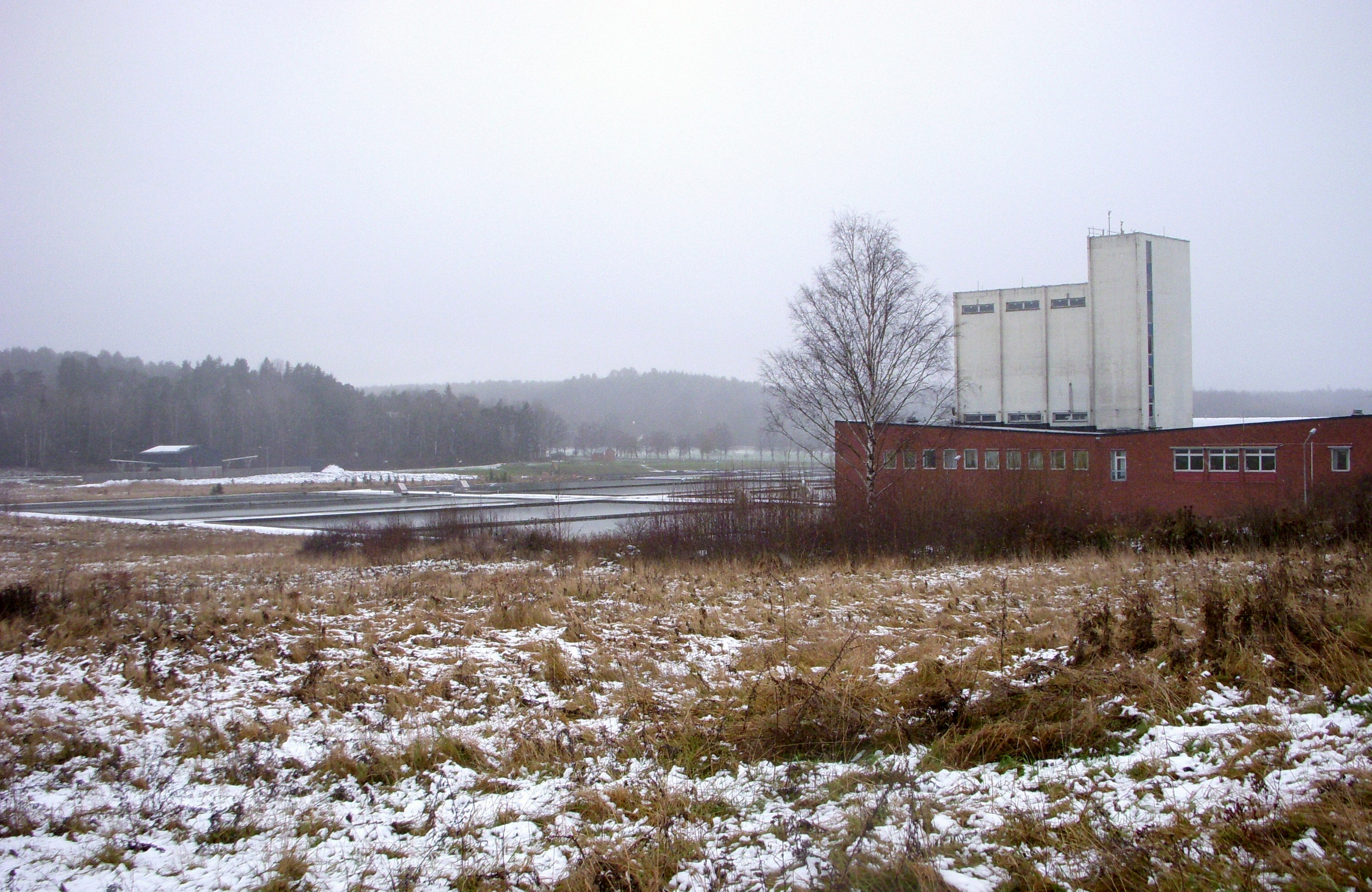
Östra verket, silo och långsamfilter, 2010.

Stockholms stadsfullmäktige gav 1967 sitt godkännande att bygga ut Norsborgsverket med en kapacitet av 50 000 m3/dygn. På grund av kommunens dåliga finanser dröjde byggstarten. Först 1971 påbörjades arbetena med östra verket, som uppfördes efter Paul Hedqvists ritningar.
Råvattenintaget lades på elva meters djup i Mälaren med två 1300 mm stålrörsledningar. Tre pumpar leder vattnet via bergtunnel och stålledningar till flockningsbassängerna inne i huvudbyggnaden. Östra verket utrustades med tolv snabbfilter inomhus och åtta långsamfilter utomhus med en filteryta av vardera 2 430 m3. Verket togs i bruk senhösten 1974 men invigdes först den 12 juni 1975, denna gång utan kunglig närvaro. Dåvarande ordföranden i kommunstyrelsen Ewald Johannesson genomförde akten.
Mot slutet av 1969 infördes även processtyrning med dator av vattenverkets funktioner som omfattade det äldre västra verket och det planerade östra verket. Genom den nya processtyrningen som verkställdes av bland elektriskt manövrerade ventiler, kunde leveranserna av renvattnet hållas konstanta. Systemet lämnade även kontinuerliga rapporter om verkens olika funktioner.

## Bornsjöledningen

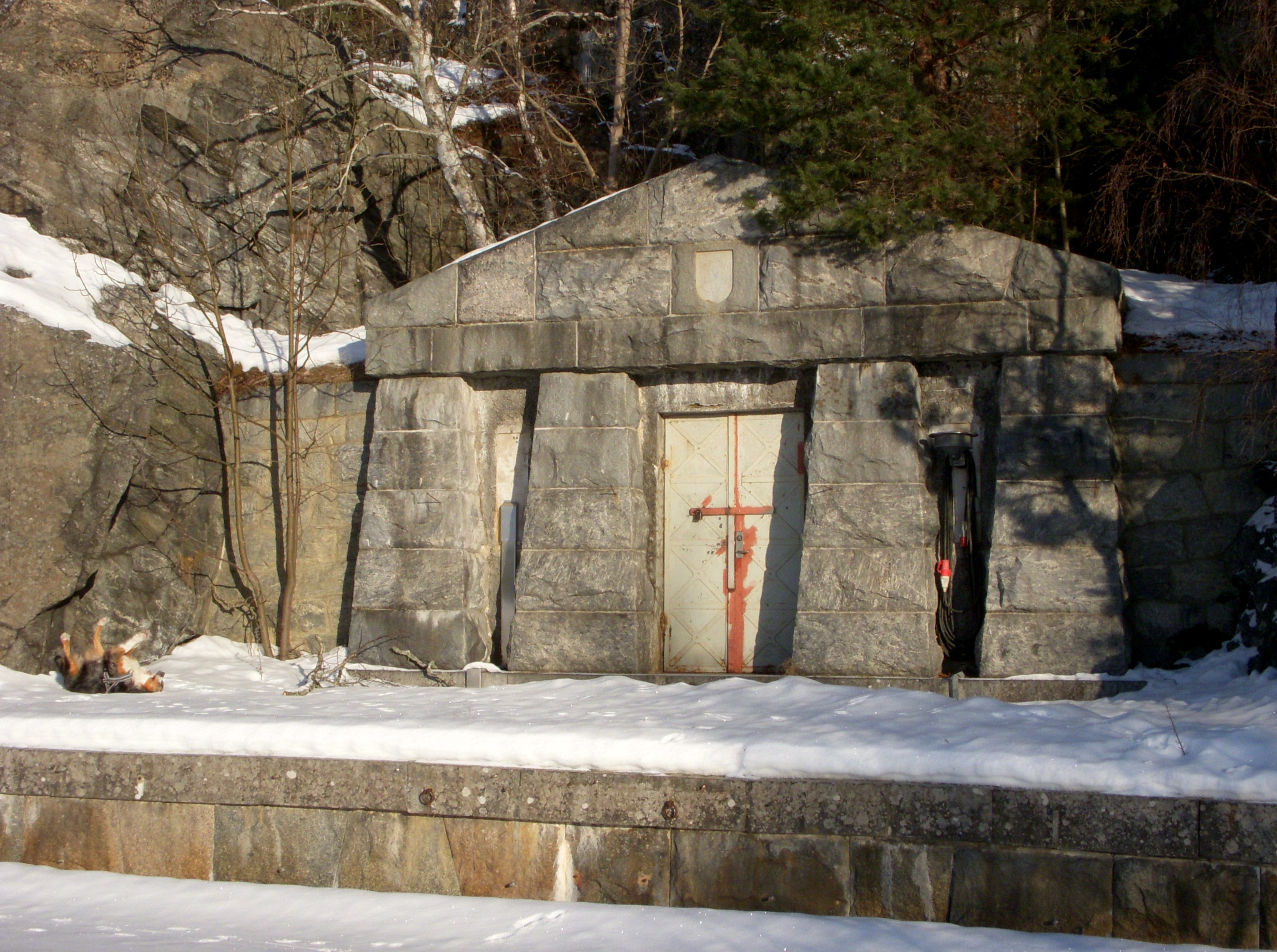
Vattenintaget (portalen i berget) till Norsborgs vattenverk från Bornsjön.

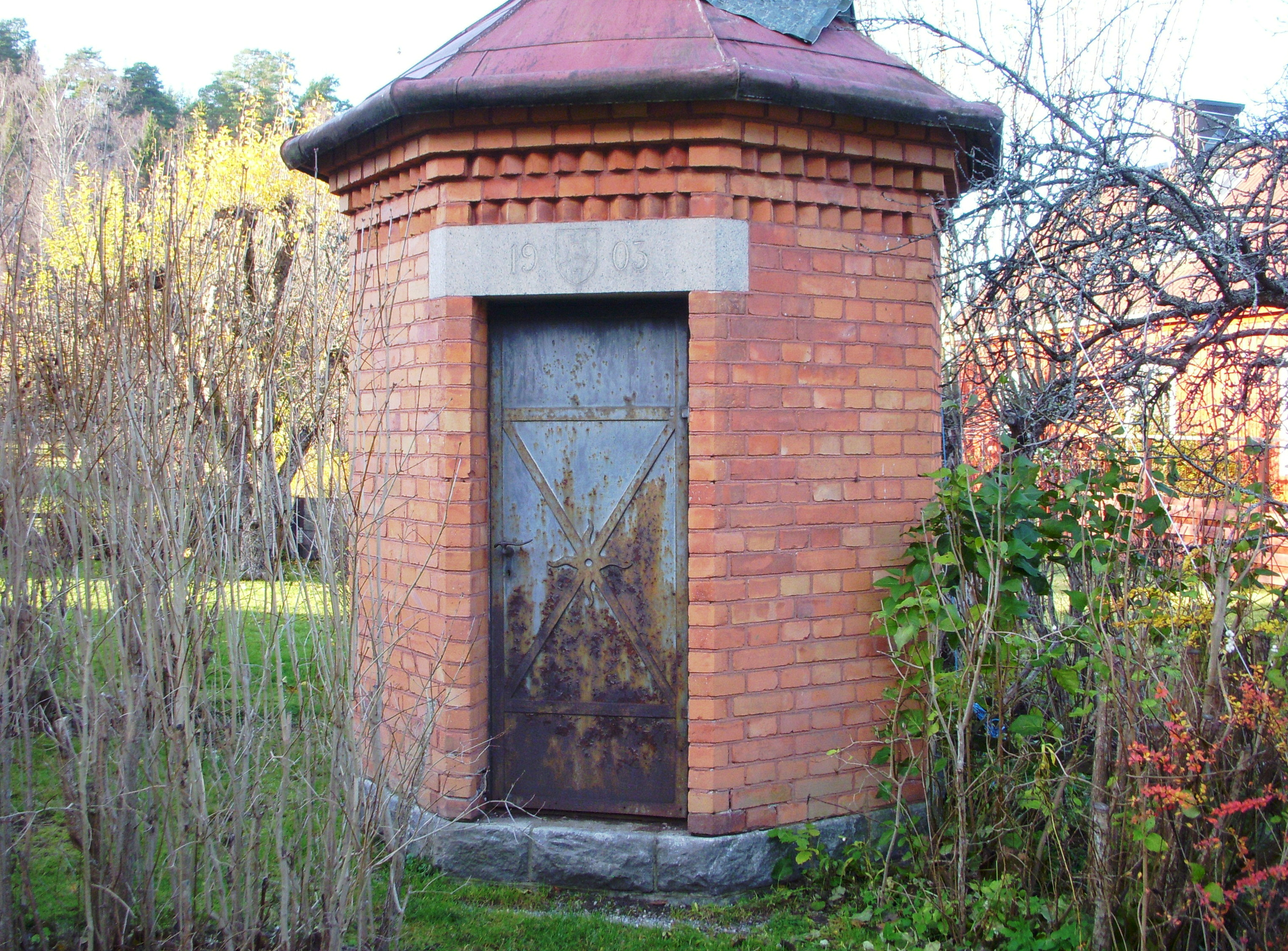
Från det lilla tegelhuset i Gråbo kopplas Bornsjöns reservvattentäkt på.

Råvattenledningen mellan Bornsjön och Norsborgsverket är cirka två kilometer lång, därav utgörs drygt 700 meter av en tunnel. Med tanke på den korta anläggningstiden gick man in för maskinell tunneldrivning, som pågick dygnet runt.
För att försörja båda byggarbetsplatserna (vattenverket och Bornsjöledningen) med elektrisk energi uppförde man i Vällinge ett litet provisoriskt elkraftverk som utnyttjade fallhöjden mellan Bornsjön och Mälaren. Elektriciteten producerades av en 40 hästkrafters vattenturbin som drev en växelströmsgenerator med 1700 volt spänning, och via en fem kilometer lång kraftledning levererades elkraft till motorer, pumpar, tryckluftskompressorer, belysning och hissar. Det var ett avancerat projekt med tanke på att trefasöverföringar var mycket nya och hade bara sju år innan genomförts för första gången i Sverige mellan Hellsjön och Grängesberg i Dalarna (se Hällsjönanläggning).
Tunnelarbetena genom åsen öster om Bornsjön började i maj 1901 och drevs från två håll. Man fick dock direkt problem eftersom marken delvis inte bestod av berg utan av stora stenblock. På en sträcka av 200 meter anlades därför en murad jordtunnel efter schweizisk förebild. I september 1903 kom genomslaget. Resten av ledningen mot norr och vattenverket utfördes i armerad betong på entreprenad av det franska företaget Bordenave. Vid vattenintaget vid Bornsjöns östra strand i området Draget anordnades en stor portal i samma bastanta granitarkitektur som alla övriga torn och kontrollstationer längs ledningen in mot Stockholm.

## Trekantsreservoaren

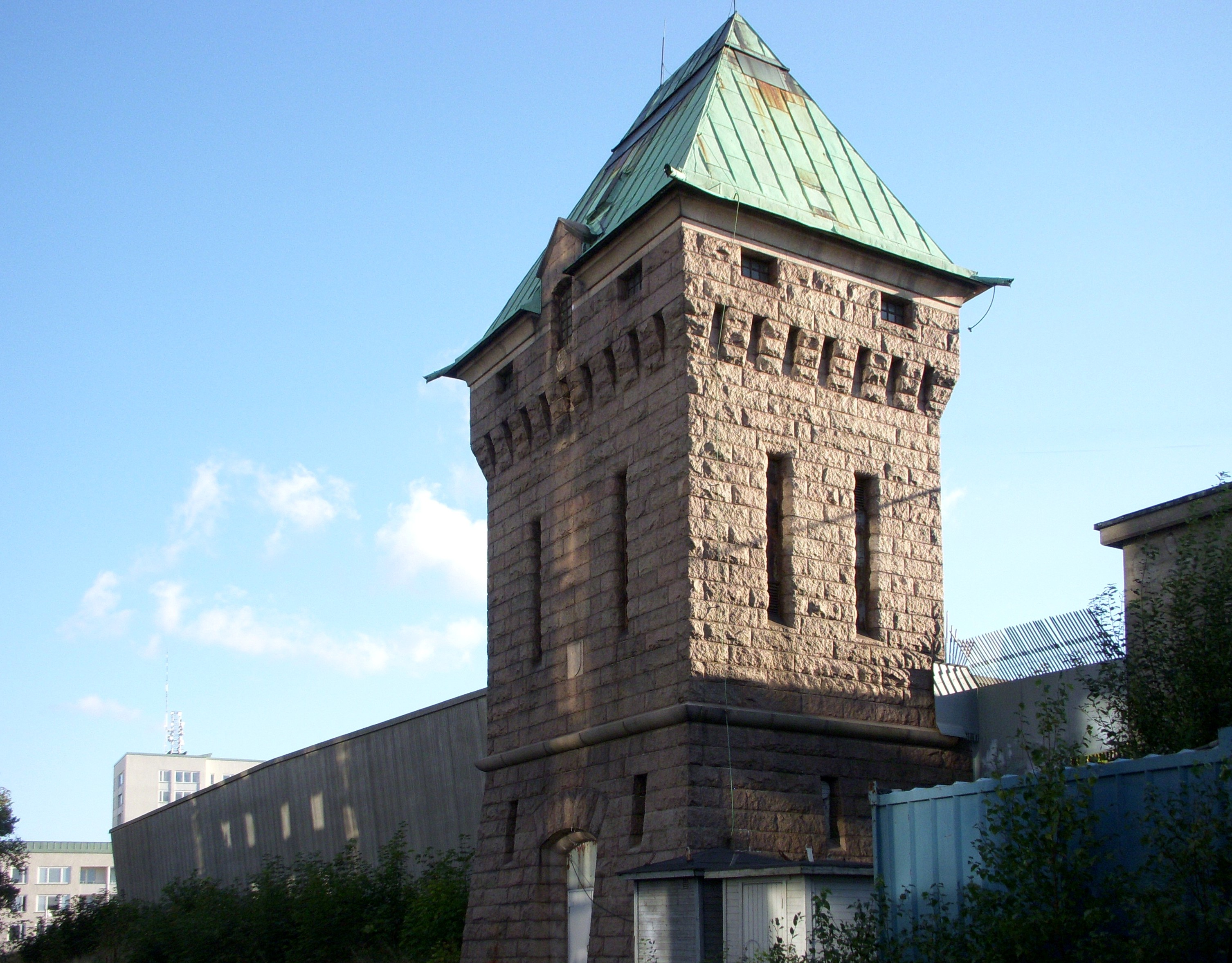
Trekantsreservoarens tornbyggnad 2010

Trekantsreservoaren var en del av det stora vattenprojektet i Norsborg. I juli 1900 började byggarbetena för vattenreservoaren med sprängningar av den stora bassängen på Nybohovsberget i Liljeholmen. Närmare 40 000 m3 berg sprängdes ut. Till sin hjälp hade man två ångdrivna kranar och för materialtransporterna upp till berget hade man byggd en provisorisk linbana på cirka en kilometer längd till Liljeholmsviken.
Själva reservoaren konstruerades som en jättelik jordkällare i betong. En serie betongvalv bar upp en takkonstruktion, även den av betong. Ovanpå lades grus och matjord, den enda byggnadsdelen som blev synlig var utloppskammarens tornbyggnad i granit liknande en medeltida fästning. Tornet står fortfarande  kvar på sin gamla plats. Åren 1957 och 1963 revs den ursprungliga Trekantsreservoaren för att ge plats åt Nybohovsreservoaren som rymmer idag 72 200 m³ vatten.

## Huvudvattenledning Norsborg-Stockholm
Mellan Norsborg och Trekanten planerades ledningen för en vattenmängd av 100 000 m3 per dygn som motsvarade verkets totala produktionskapacitet. För det krävdes det två rör med en diameter på 1000 mm vardera. Till en början lades bara en ledning och förbereddes för en andra. Så länge Årstaverken var i drift kunde man lita på denna lösning.
Ledningarna drogs förbi Botkyrka kyrka och Fittja under sundet vid Fittjanäset, genom Vårby gård, Segeltorp, Herrängen och Midsommarkransen till Nybohovs vattenreservoar vid sjön Trekanten i Gröndal. Ledningen följer, med några få undantag, sträckningen av Gamla Södertäljevägen. Arbetena med den cirka 20 km långa ledningen började 1902 och avslutades 1904. Ledningen renoverades några gånger, men den är fortfarande Stockholms huvudvattenledning söderifrån.

## Personalbostäder

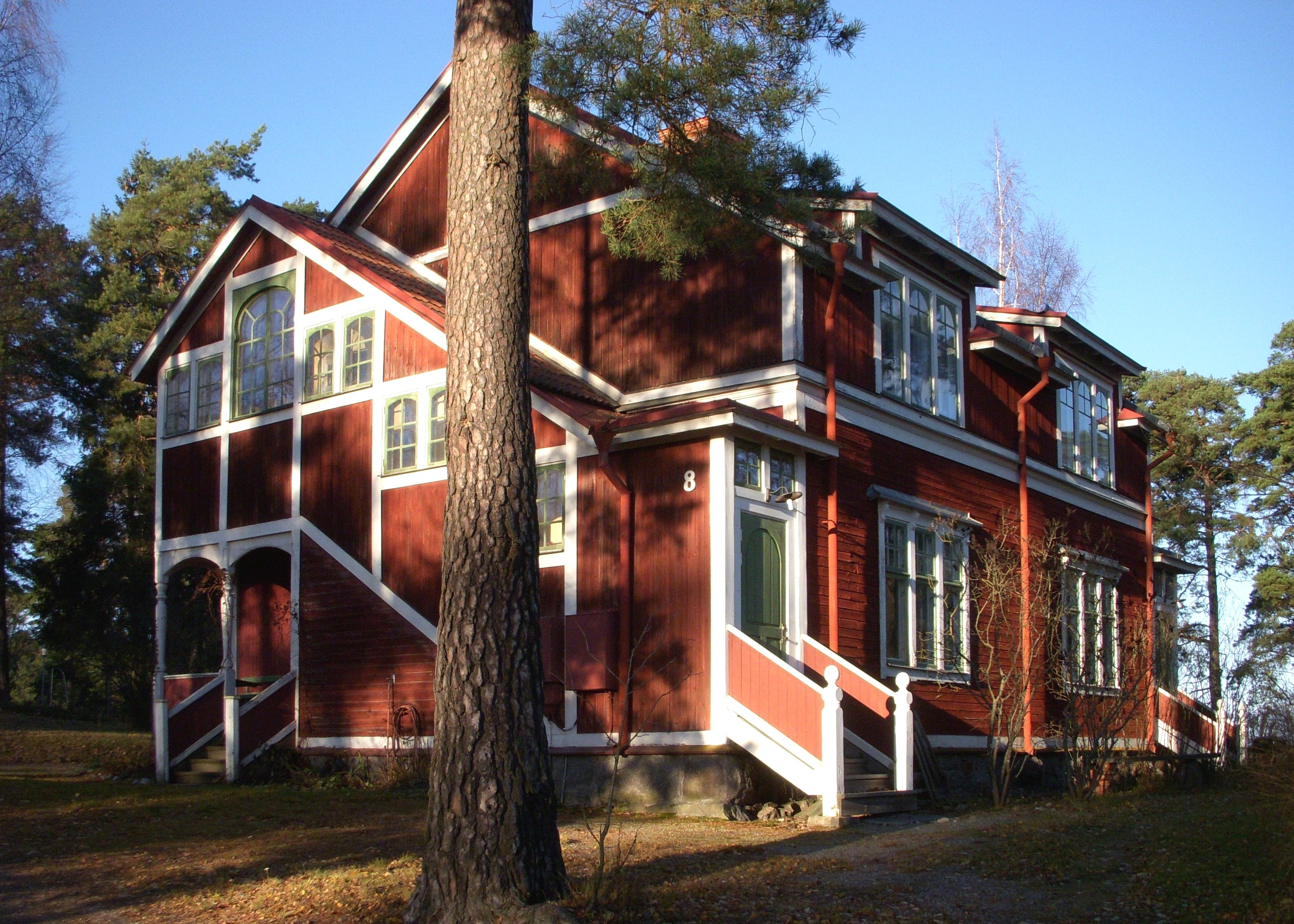
En av de två stora faluröda träbyggnader vid "Draget", november 2010.

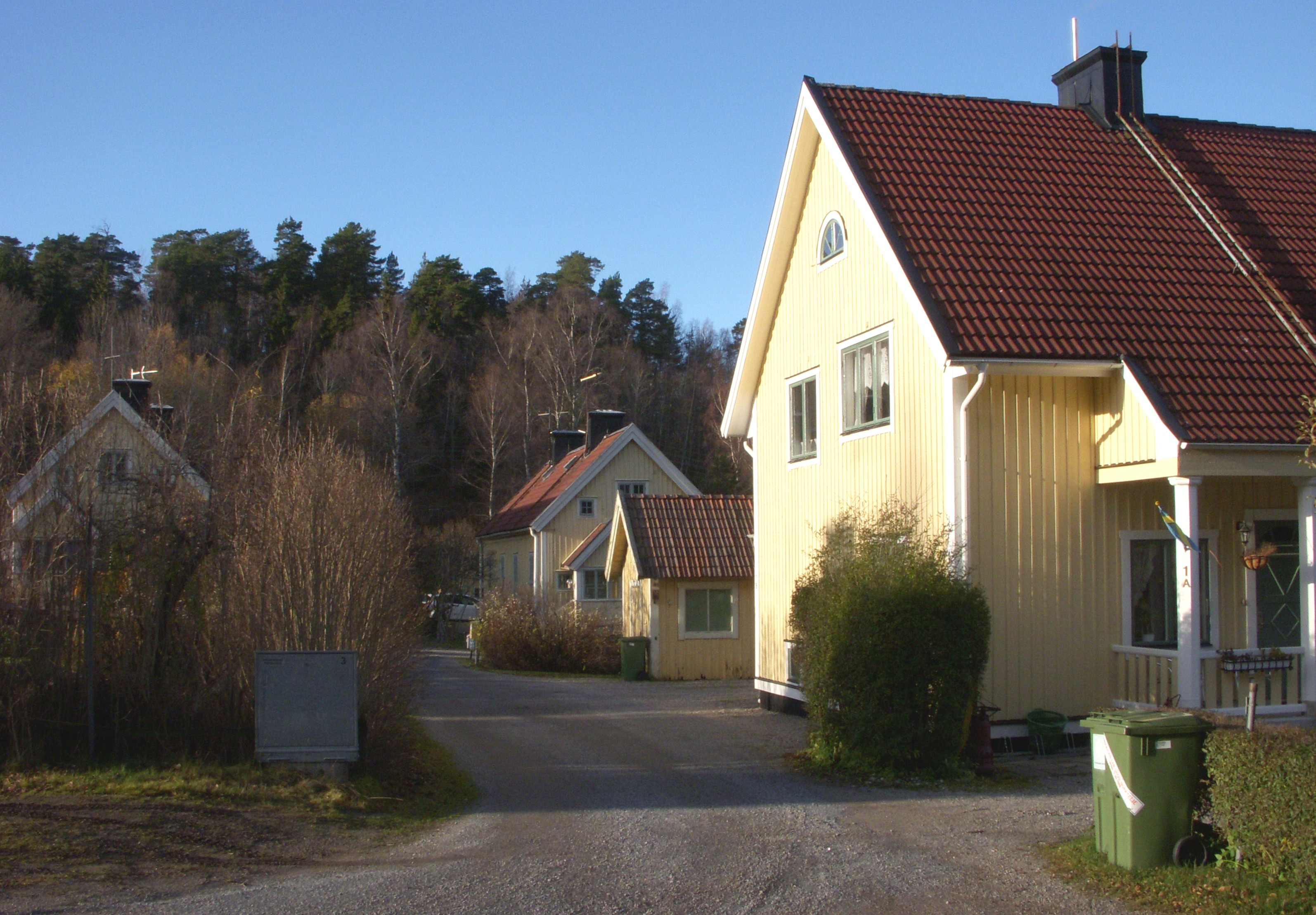
Arbetarbostäder vid "Gråbo", 2010.

Vattenverkets tjänstebostäder uppfördes i olika etapper. Först tillkom området Draget och snart därpå bostäderna direkt norr om vattenverkets huvudbyggnad. Nästa etapp representeras av Gråbo som tillkom 1915. Den sista bostadsutbyggnaden var Karlberg mellan 1940 och 1950 som ligger söder om verket.
Arbetarbostäderna vid Draget tillkom 1904 och omfattar flera mindre trähus, två vitputsade stenbyggnader och två stora faluröda träbyggnader. De faluröda byggnaderna uppfördes i två våningar och utmärker sig genom en jugendstil-liknande snickeriarkitektur med markanta utanpåliggande trapphus. Området ligger väster om vägen mot vattenverket. Ursprungligen var dessa hus avsedda för byggnadsarbetarna vid vattenverket. Samtliga arbetarbostäder från sekelskiftet var försedda med vatten och avlopp. De äldre arbetarbostäderna på Draget används idag mestadels som sommarbostäder. I de övriga bostäderna i Gråbo bor fortfarande vattenverkets personal med familjer.
För verkets personal och deras familjer byggdes 1904–1905 även bostäder i direkt anslutning till verket. Intill vattenverket uppfördes bostäder, både i tegel och trä. Här fanns även ett marketenteri med matsal och kök. De arbetare som bodde här var främst maskinister och koleldare, som skulle ha kort gångavstånd till verket.
Verkets föreståndare och hans biträdande ingenjör bodde i administrationsbyggnaden. Det var en stor herrgårdsliknande tegelbyggnad på en kulle strax norr om Hundhamras fornborg med grandios utsikt över Mälaren. I huset fanns även kontor, ritsal, laboratorier, fotolabb och arkiv. Kring det nya verket hade uppstått ett eget litet samhälle långt från storstaden.
I området direkt norr om vattenverket avgränsade SCB år 1990 en småort med benämningen Norsborgs vattenverk och småortskoden S0489. Orten utgjorde 25 hektar och hade 154 invånare. Även området Draget och Kullen och ner mot Fiskarhagen har SCB räknat som egna orter.

## Nutida bilder
Byggnader

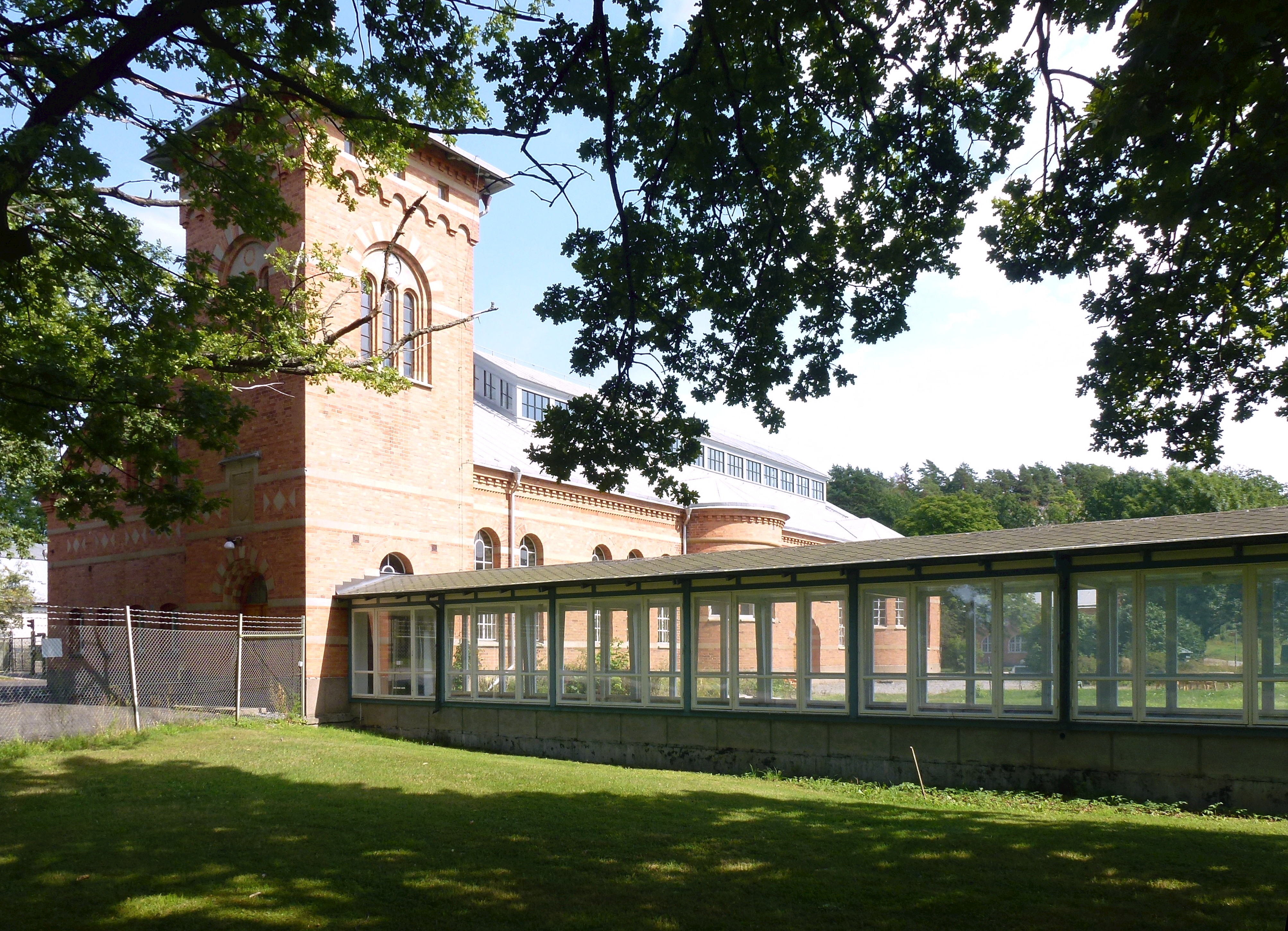
Vattenverkets gamla maskinhall
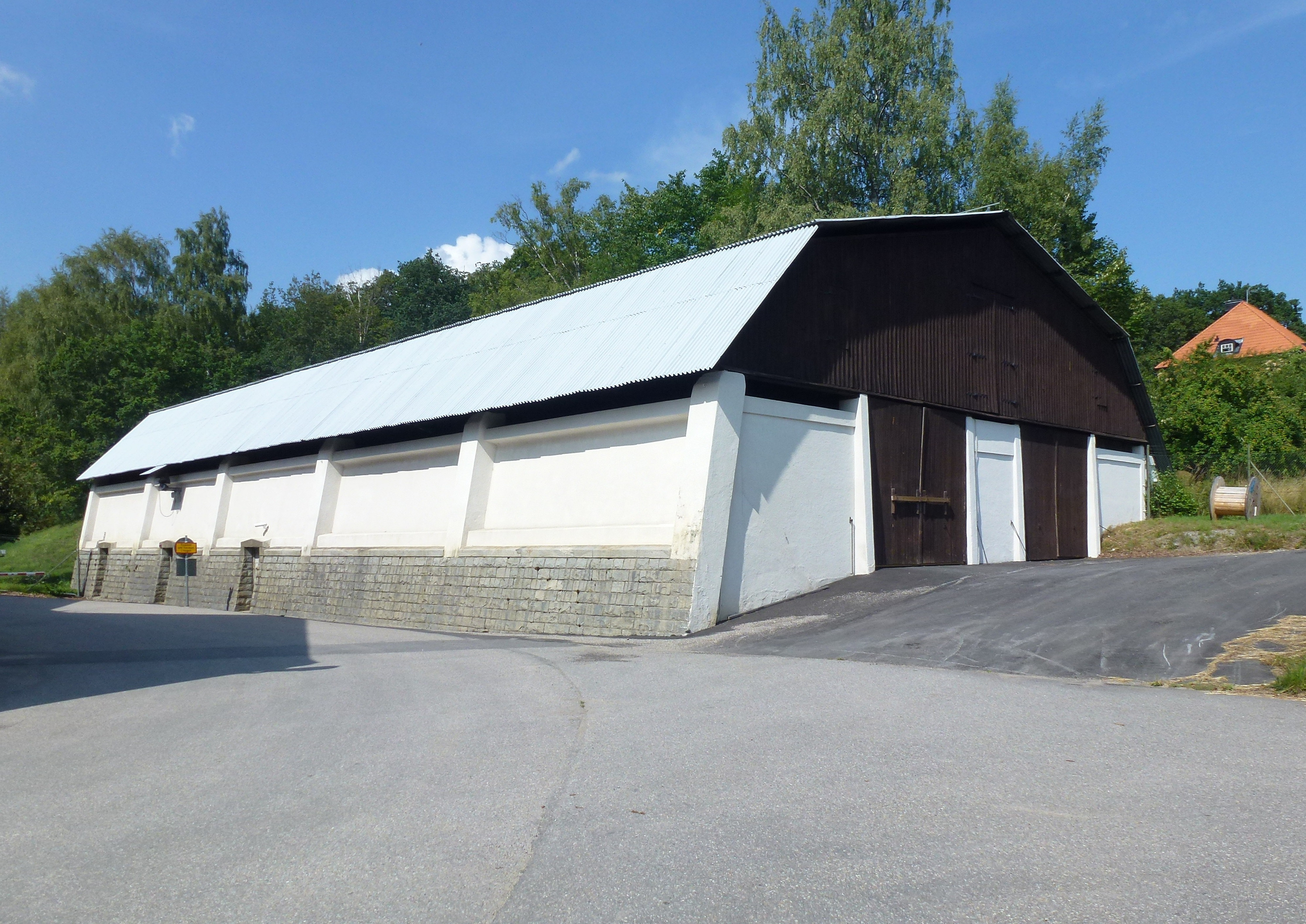
Vattenverkets gamla kolskjul
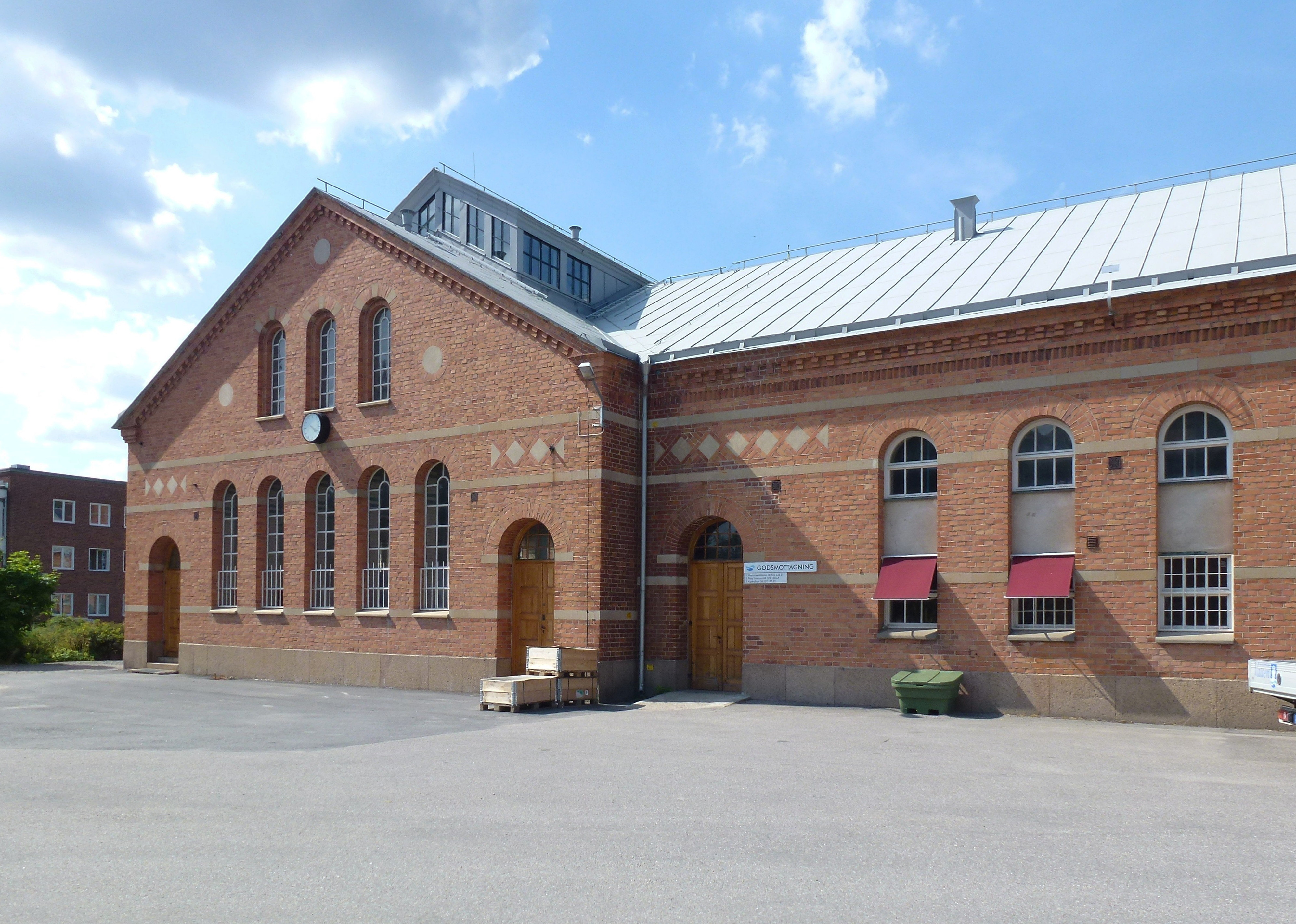
Vattenverkets gamla maskinhall
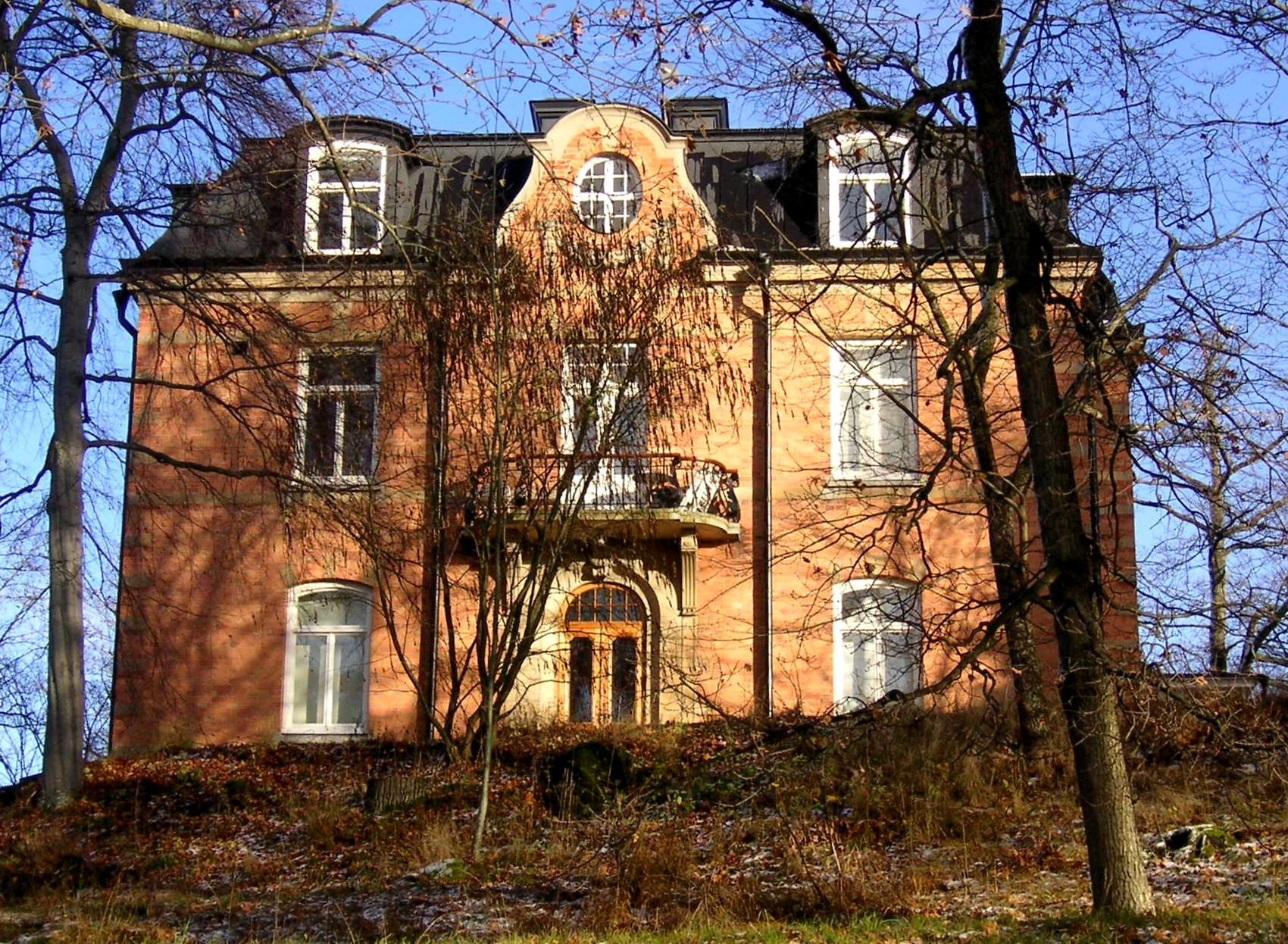
Verkets ursprungliga administrationsbyggnad

Interiör, gamla maskinhallen

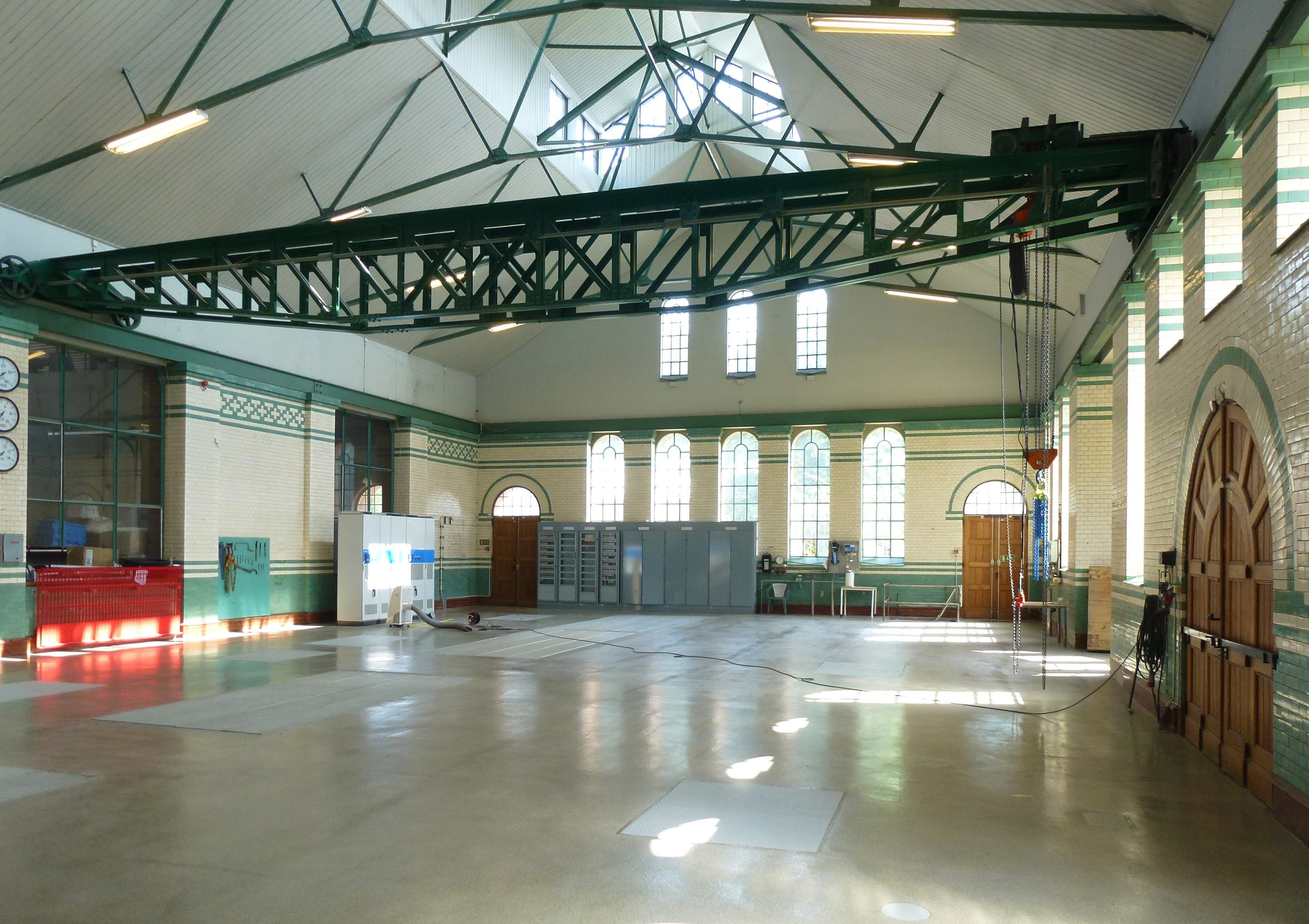
Maskinhallen
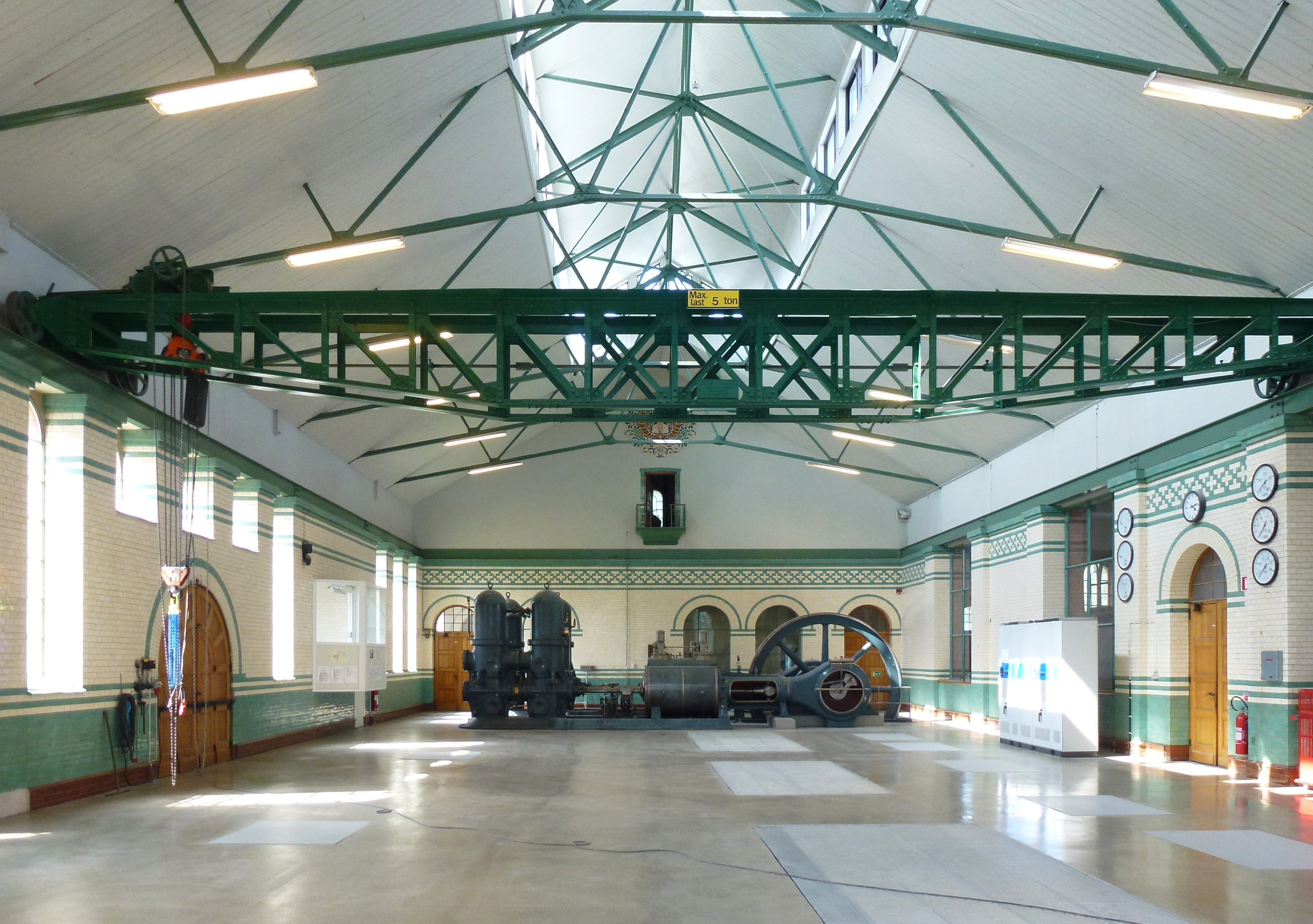
Maskinhallen och gamla pumpen
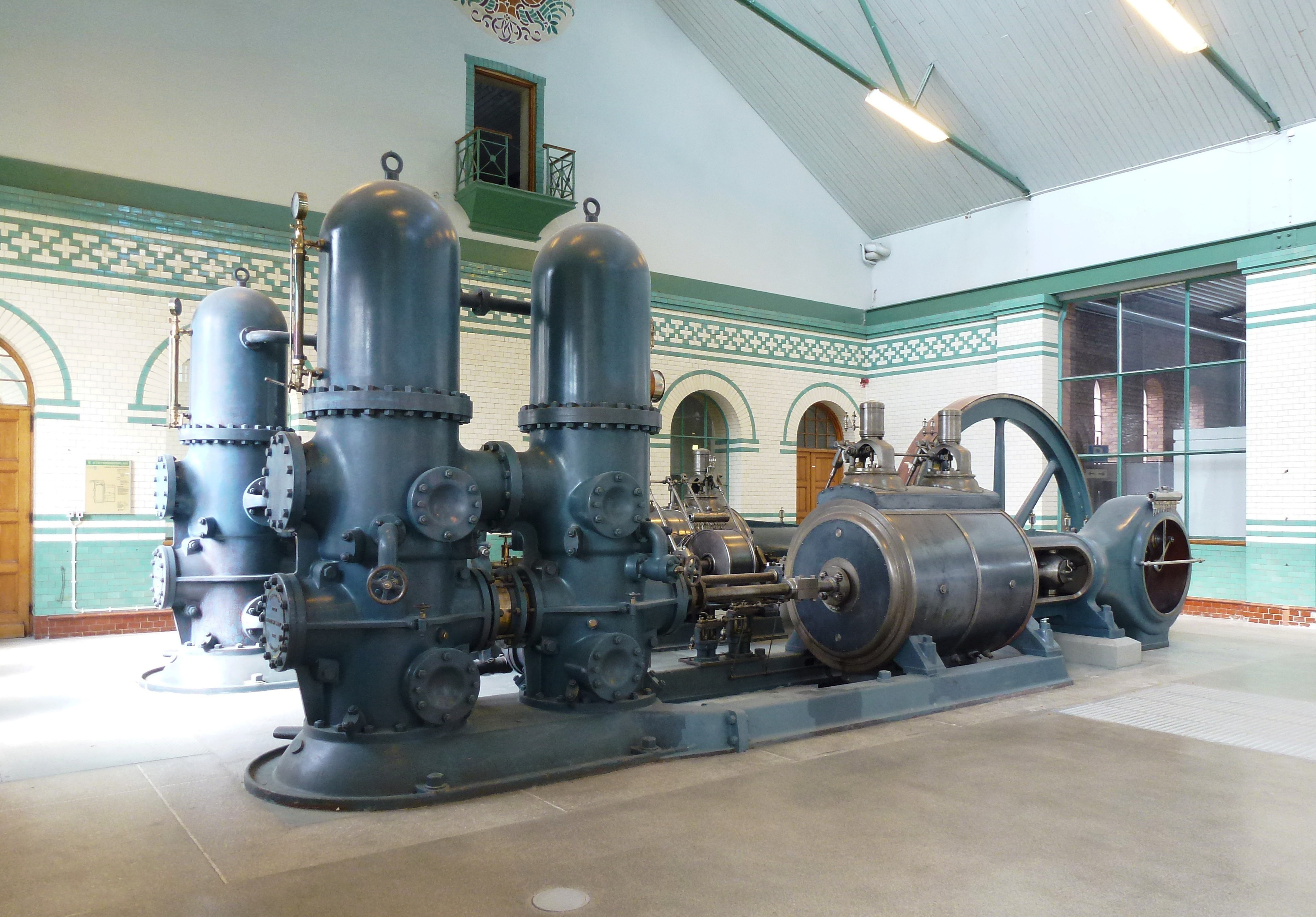
Gamla pumpen
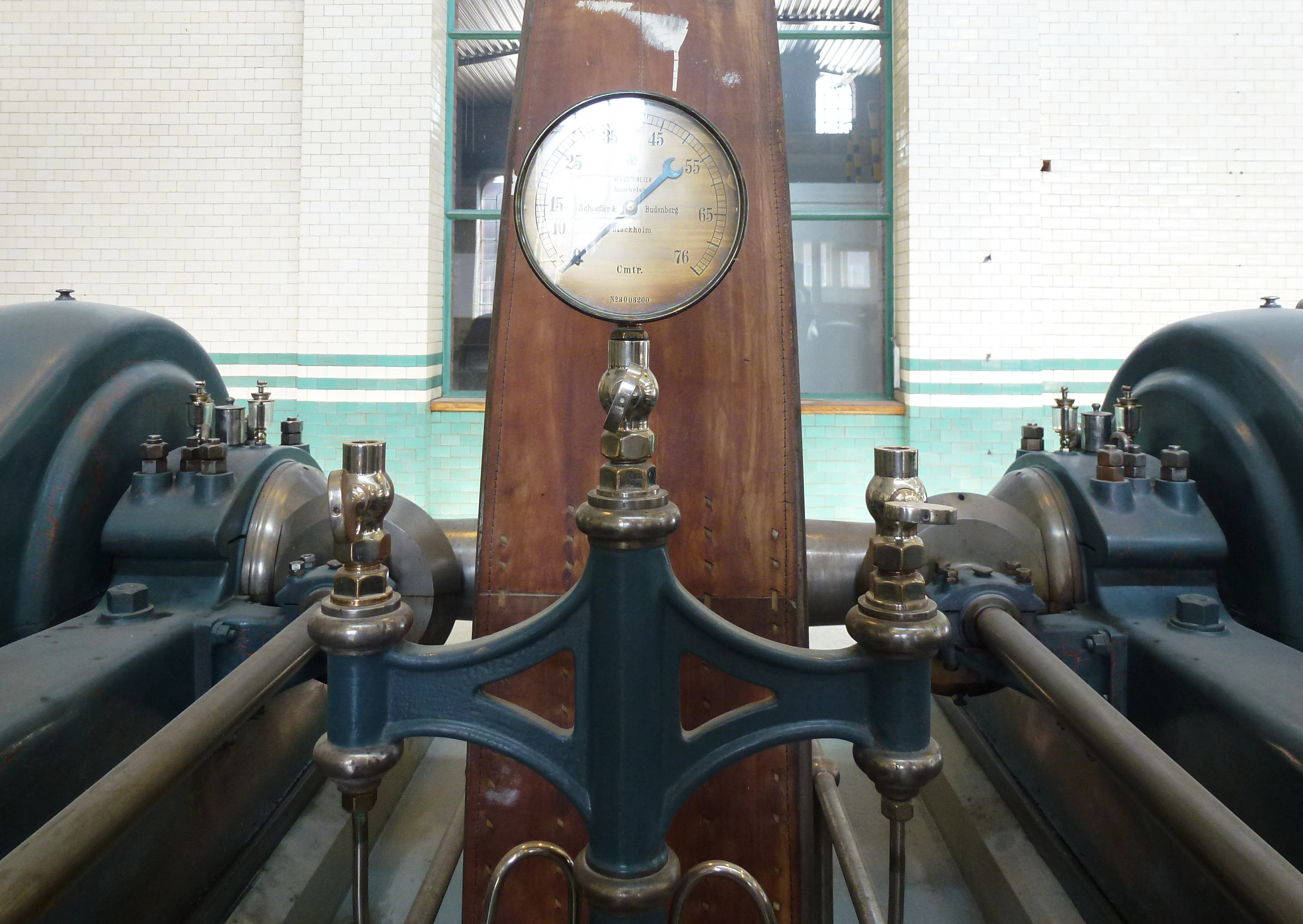
Gamla pumpen, vakuummeter